# Robert M. Rynkowski
Robert Mikołaj Rynkowski (ur. 10 listopada 1971 w Suwałkach) – polski pisarz, publicysta, teolog, urzędnik.

## Życiorys
Studiował teologię w Akademii Teologii Katolickiej, po czym był tam doktorantem. 19 kwietnia 2004 uzyskał stopień doktora nauk teologicznych na Uniwersytecie Kardynała Stefana Wyszyńskiego na podstawie pracy Teologia osoby w ujęciu Czesława Stanisława Bartnika.
Publikował w „Tygodniku Powszechnym”, „Więzi”, „W drodze”, „Znaku”, „Przeglądzie Powszechnym”, „Otwartym Referarium Filozoficznym” i „Nowych Książkach”; w sumie około 50 artykułów i recenzji o tematyce teologicznej.
W 2000 rozpoczął pracę w Kancelarii Senatu, od 2007 jest kierownikiem Działu Stenogramów.

## Nagrody i wyróżnienia
- 2018 – 5. miejsce w konkursie na Samochodzikową Książkę 2017 Roku (za Szyfr, muzeum i sykomora, czyli gdzie jest skarb prapradziadka)[2]
- 2019 – 4. miejsce w konkursie na Samochodzikową Książkę 2018 Roku (za Gdzie są kamedulskie piwnice, czyli dwór, gang i przypowieści)[3]
- 2021 –  „Najlepsza książka na wiosnę” w kategorii „Dla dzieci” – nagroda internautów (za Szczęśliwy zegar z Freiburga)[4]
- 2022 –  „Książka roku 2021” w kategorii „Dla młodzieży” – nagroda jury (za Szczęśliwy zegar z Freiburga)[5]
- 2022 – 4. miejsce w konkursie na Samochodzikową Książkę 2021 Roku (za Szczęśliwy zegar z Freiburga)[6]
- 2023 –  „Najlepsza książka na jesień” w kategorii „Kryminał, sensacja” – nagroda internautów (za Krwawe srebrniki)[7]
- 2023 – 4. miejsce w konkursie na Samochodzikową Książkę 2022 Roku (za Komputer Sterna)[8]

## Twórczość i publikacje
Proza
- Szyfr, muzeum i sykomora, czyli gdzie jest skarb prapradziadka – powieść dla młodzieży (Wydawnictwo Petrus, Kraków 2017, ISBN 978-83-7720-359-0)
- Karolinki z Karolkiem wojowanie – zbiór opowiadań dla dzieci (Red Book, Lublin 2017, ISBN 978-83-65714-06-0)
- Niezwykłe przygody aniołów – zbiór opowiadań dla dzieci (Wydawnictwo Petrus, Kraków 2018, ISBN 978-83-7720-424-5)
- Gdzie są kamedulskie piwnice, czyli dwór, gang i przypowieści – powieść dla młodzieży (Wydawnictwo Petrus, Kraków 2018, ISBN 978-83-7720-536-5)
- Skarb Szpicbródki, czyli Ruda Zuzka i młynarki – nowela dla młodzieży (Ridero, Kraków 2019, ISBN 978-83-8155-636-1)
- Dwa stadiony. Kryminał z duszą – powieść kryminalna dla dorosłych (Ridero, Kraków 2019, ISBN 978-83-8155-690-3)
- Szekspir, róże i Święty Graal, czyli gdzie jest skarb esesmana? – powieść dla młodzieży (Wydawnictwo Petrus, Kraków 2019, ISBN 978-83-7720-406-1)
- Szczęśliwy zegar z Freiburga – powieść dla młodzieży (Wydawnictwo Dwukropek, Warszawa 2021, ISBN 978-83-8141-324-4)
- Komputer Sterna – powieść dla młodzieży (Wydawnictwo Dwukropek, Warszawa 2022, ISBN 978-83-8141-422-7)
- Szept węża – powieść kryminalno-sensacyjna dla dorosłych (Wydawnictwo eSPe, Kraków 2022, ISBN 978-83-8201-156-2)
- Krwawe srebrniki – powieść kryminalno-sensacyjna dla dorosłych (Wydawnictwo eSPe, Kraków 2023, ISBN 978-83-8201-271-2)
- Bicz Pana – powieść kryminalno-sensacyjna dla dorosłych (Złamana Sosna, Warszawa 2024, ISBN 978-83-971245-0-9)

Książki teologiczne
- Każdy jest teologiem. Nieakademicki wstęp do teologii – eseje teologiczne (Wydawnictwo WAM, Kraków 2012, ISBN 978-83-7767-001-9)
- Zrozumieć wiarę. Niecodzienne rozmowy z Bogiem – eseje teologiczne (Wydawnictwo WAM, Kraków 2015, ISBN 978-83-277-1027-7)
- Teologia - po co to komu?  – eseje teologiczne, e-book (Znak, Kraków 2015)